# حدأة ميسيسيبي
حدأة ميسيسيبي (الاسم العلمي: Ictinia mississippiensis) هو نوع من فصيلة بازية.